# 歌う女・歌わない女
歌う女・歌わない女（L'UNE CHANTE, L'AUTRE PAS）は、1977年にリリースされたアニエス・ヴァルダ監督によるフランスのドラマ映画。 
1960年代初めの頃のパリを舞台に17歳の歌手志望の女子学生と、写真家と同棲する二児の母という立場も考え方も違う二人が出会い、中絶・未婚の母など社会の中の女性の問題に女性が声を上げた時代を背景におりなす十数年間の友情の物語。ヌーベルバーグの祖母、アニエス・ヴァルダ監督の代表作の一本。